# Lohnbrau
Lohnbrau ist ein Fachbegriff der Bierindustrie für den Vorgang, dass eine Brauerei (meist: Großbrauerei) neben ihrem eigenen Markenbier – im Auftrag einer anderen Brauerei (meist: Kleinbrauereien) – auch andere Biere erzeugt, die nicht unter eigenem Namen, sondern mit einer anderen Markenbezeichnung in den Handel gebracht werden.
Dies ist nicht zu verwechseln mit der Übernahme der Markenrechte durch die Großbrauerei; vielmehr bleibt die den Lohnbrau in Auftrag gebende Firma bestehen und lagert lediglich die Produktion aus. Ökonomisch kann dies sinnvoll sein, da auf diese Weise kostspielige Investitionen in aufwendige Brautechnologie vermieden werden; von Seiten der Anlagenauslastung ergeben sich so erhebliche Synergieeffekte. Lohnbrau beeinflusst auch die Bierqualität und -vielfalt. Es bleibt zwar die beauftragende Firma (und somit die Markenvielfalt) bestehen, auch wird das Bier im Lohnbrau nach der Rezeptur des Auftraggebers hergestellt. Trotzdem lassen sich geschmackliche Unterschiede bei der Produktionsverlagerung aufgrund von Wasserzusammensetzung und abweichenden Produktionsanlagen kaum vermeiden.
Auch bei der Abfüllung von Mineralwasser gibt es eine Lohnfüllung.